# Der hvor månen ligger ned
Der hvor månen ligger ned er en roman fra 2002 skrevet af Iselin C. Hermann.
Romanen handler om den kvindelige amerikanske journalist Samia, der rejser til Damaskus i Syrien. Her møder hun to mænd, får et forhold til den første og forelsker sig i den anden.
| Bog | Spire Denne artikel om bøger og tidsskrifter er en spire som bør udbygges. Du er velkommen til at hjælpe Wikipedia ved at udvide den. |